# Angelo Giovanni Lomellini
Angelo Giovanni Lomellini (Genova, fine XIV secolo – Marsiglia, maggio 1457) è stato un mercante, uomo politico e ammiraglio della Repubblica di Genova.
Attivo tra il Mar Egeo e il Mediterraneo occidentale, fu protagonista di imprese corsare, missioni diplomatiche e incarichi militari e politici, tra cui la podesteria di Pera durante l'assedio ottomano di Costantinopoli del 1453.

## Biografia
Nacque a Genova alla fine del XIV secolo. Era il primogenito di Imperiale di Napoleone Lomellini e di Maria di Angelo Di Negro. La famiglia era attiva nel settore commerciale e finanziario: il padre ricoprì diversi incarichi pubblici e fu podestà di Pera nel 1425-1426. Alla morte del padre, nel 1430, Lomellini ereditò con il fratello Pietro una bottega da setaiolo, un banco di cambiavalute e quote di proprietà navali. La sua carriera pubblica ebbe inizio proprio nell'ambito marittimo e commerciale.
Nel 1435 si segnalò per la cattura di un vascello catalano nell’Egeo, venduto successivamente a Rodi. L'impresa gli valse notorietà e l'appoggio del doge Tommaso Fregoso, che nel 1437 lo nominò consigliere dell'ammiraglio Battista Fregoso, fratello del doge, nella flotta genovese inviata su richiesta del re Renato d'Angiò contro gli Aragonesi. In attesa della partenza della flotta, fu inviato commissario a Ventimiglia e ricoprì successivamente incarichi fiscali e politici a Genova, tra cui quello di anziano e partitore delle Avarie. La spedizione a Napoli nel 1438 risultò infruttuosa e Lomellini fu richiamato a Genova, dove fu impiegato in una nuova campagna navale contro i pirati catalani nel Tirreno.
Negli anni successivi si dedicò ad attività corsare. Nel 1440, in risposta alla confisca di un suo carico da parte dei Veneziani, catturò presso Candia un vascello veneto carico di spezie. L’episodio provocò un lungo contenzioso diplomatico tra Genova e Venezia. Nel 1441 partecipò a un'incursione contro tre navi nel porto di Rodi, erroneamente credute catalane ma in realtà appartenenti all’Ordine di San Giovanni. L'incidente generò la ritorsione del gran maestro Jean de Lastic, che sequestrò beni genovesi sull'isola.
Nel 1442 fu inviato dal doge Tommaso Fregoso nella Riviera di Levante per reclutare truppe. Due anni dopo, con il doge Raffaele Adorno, trasportò a Napoli il bacile d’oro, simbolo dell’omaggio dei Genovesi al re Alfonso V d’Aragona. Nonostanteciò, sotto gli Adorno subì provvedimenti ostili legati a controversie mercantili, che lo portarono nel 1446 ad associarsi ad altri patroni genovesi in una guerra di corsa anche contro navi genovesi di fazione avversa. Dopo mesi di conflitto navale, giunse a un accordo con il Comune ottenendo un salvacondotto. Il ritorno al potere dei Fregoso nel 1447 ristabilì la sua influenza: i procedimenti pendenti furono annullati e ricevette incarichi diplomatici, come quello di accogliere ambasciatori francesi inviati a reclamare la signoria su Genova in nome di Carlo VII.
Nel 1448 fu commissario generale dell’esercito genovese impegnato a Finale contro i Del Carretto e nel 1449 commissario di sanità nella Riviera di Levante. Partecipò all’Ufficio di balia con il doge Pietro Fregoso nel 1450 e fu inviato nuovamente a Napoli per rendere omaggio al re. Fu nominato podestà di Pera per tredici mesi nell'anno 1451. Durante il viaggio ricevette l’ulteriore incarico di rappresentare Genova a Napoli in una missione diplomatica.
Arrivato a Pera alla fine del 1451, Lomellini trovò una colonia in crisi economica e in precaria sicurezza. Avviò il rafforzamento della guarnigione e cercò di impedire, senza successo, la costruzione della fortezza ottomana di Rumeli-Hisarı. Rimasto in carica oltre il termine previsto per l’assenza del successore, fu lui a governare durante l’assedio di Costantinopoli del 1453 da parte di Maometto II.
Lomellini mantenne una posizione ufficiale di neutralità, autorizzando però alcuni soldati genovesi a combattere al fianco dei Bizantini. Le ambiguità del comportamento genovese durante l’assedio, tra cui episodi di supporto logistico agli Ottomani, suscitarono critiche da parte di Bizantini e Veneziani. Dopo la caduta della città il 29 maggio, Lomellini inviò un’ambasceria a Maometto II per congratularsi e offrire le chiavi di Pera. Il sultano accettò la resa pacifica, ordinò la demolizione delle mura ma garantì libertà di commercio e il mantenimento dei beni genovesi. Pera perse però la dipendenza formale da Genova e divenne un possedimento autonomo sotto sovranità ottomana.
Rientrato a Genova nell’autunno del 1453, non fu oggetto di censura per la sua condotta a Pera. Continuò a ricevere incarichi politici e navali: nel 1454 fu coinvolto nei piani per una spedizione contro Alfonso d’Aragona, poi annullata. Fu nominato anziano e membro dell’Ufficio di balia, e nel 1457 la sua nave fu noleggiata dal Comune per proteggere le rotte mercantili verso la Provenza.
Nel maggio dello stesso anno, mentre trasportava un carico di grano, fu attaccato al largo di Marsiglia da tre galee catalane e morì nel corso del combattimento.